# 가와모토 고민

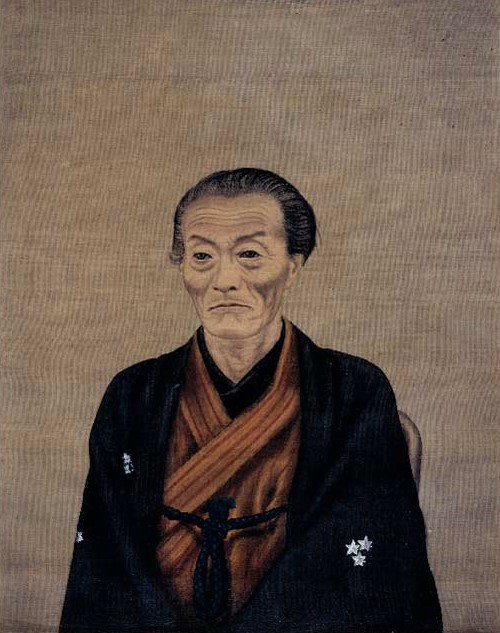
카와모토 코민 (일본 학사원 소장)

카와모토 코민(일본어: 川本幸民, かわもと こうみん, 1810년 ~ 1871년 7월 18일)은 막말의 의사, 난학자이다. 이름은 유타카(裕, ゆたか), 호는 유켄(裕軒, ゆうけん)이다. 다수의 업적을 남겨 일본 화학의 시조라는 평가를 받았다..
코민은 화학신서를 시작으로 다수의 과학기술서적을 남겼다. 전문성을 기초로 설탕 제조, 성냥 제조, 은판사진술을 테스트하는 등 일본 기술발전에 기여했다. 또 코민은 일본에서 처음으로 맥주를 양조한 사람으로 추정된다. 또 당시 사용되던 사밀(舎密) 대신 화학이라는 말을 처음 사용했다..

## 생애
카와모토 코민은 셋쓰국(현 효고현 산다시)에서 1810년에 타어났다. 아버지는 미타 번 시의였던 川本周安.
10세때부터 번교에서 공부를 시작해 1827년에는 木梨村(현 가토시)에서 1년간 한방의학을 배웠다.. 1829년 미타 번주의 명으로 서양의학을 배우기위해 에도로 유학을 갔다. 足立長雋、坪井信道등에게 난학을 배웠고 물리 화학을 배웠다..
1833년 귀향하여 아버지처럼 번의로 임명되었으며 青地林宗의 딸 히데코(秀子)와 결혼했다. 하지만 다음해에 상해사건으로 6년간 칩거하게 되었고 또 두번이나 화재가 생겨 우울한 시기를 보냈다.
그에 비해 1840년대 후반부터는 업적을 남기기 시작했다. 1848년에는 백린을 이용해 성냥을 시험제작했고 1851년에는 『気海観瀾広義』를 포함해 다수의 번역과 저술을 남겼다. 사쓰마 번주인 시마즈 나리아키라에게 발탁되어 1854년에는 사쓰마번에 적을 두고 번교의 학두로 일하게 되었다. 조선소 건조 지도를 위해 사쓰마에 직접 가서 일했다. 이 시기의 제자로 寺島宗則나 하시모토 사나이 등이 있다.
1859년 반쇼시라베쇼의 교수가 되었다. 1861년 자신을 유명하게 만든 번역서 화학신서『化学新書』를 출판하여 근대화학을 일본에 이식했다. 宇田川榕菴의 『舎密開宗』와 함께 에도 시대를 대표하는 화학책이다. 반쇼시라베쇼에서 교과서로 사용되었다..
1868년 고향으로 돌아와 사숙인 영란숙(英蘭塾)을 열었으며 분교도 생길만큼 학생들도 모였다. 이후 아들이 태정관에서 일하게 되어 함께 도쿄로 갔다. 1871년 6월 1일 도쿄에서 사망했다.
1953년에는 미타시립초등학교에 그의 비석이 세워졌고 2010년에는 小西酒造사가 코민이 만든 맥주를 복원하여 판매했다.
일본 학사원에는 코민 관련 다수의 자료를 소장하고 있으며 2011년에는 일본화학회의 화학유산으로 인정되었다.

## 저서

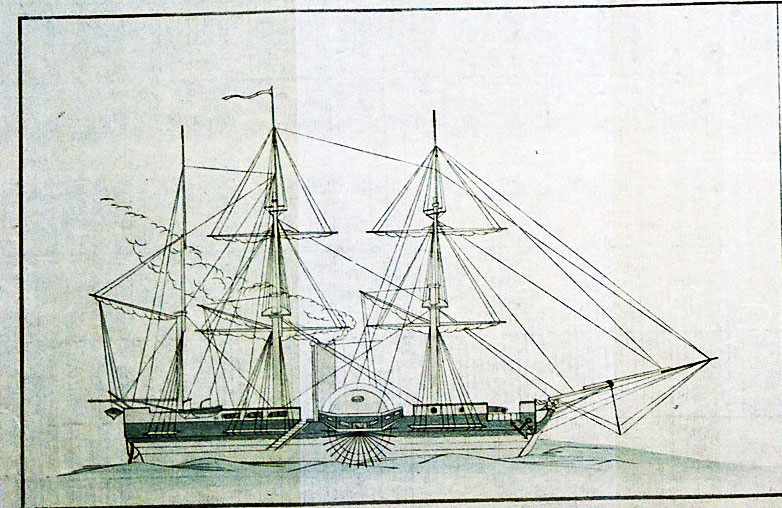
증기선 그림(『気海観瀾広義』)

- 1851 気海観瀾広義 : 일본 최초의 물리학 서적 『気海観瀾』의 해설서[4][20]
- 1854 遠西奇器述 : 증기선, 은판사진술, 전신 등을 설명[21]
- 1861 화학신서 化学新書 : 독일 화학자인 슈톡하르트(Julius Adolph Stöckhardt)의 책 『Die Schule der Chemie』의 네덜란드어 판을 번역.[c][3][12][22]

## 참고 문헌
- 奥野久輝 『江戸の化学』 玉川大学出版部〈玉川選書〉、1980年。
- 北康利 『蘭学者川本幸民 近代の扉を開いた万能科学者の生涯』 PHP研究所、2008年。
- 日本学士院蔵 川本幸民 化学関係史料